# Puccinia hordei
Puccinia hordei är en svampart som beskrevs av G.H. Otth 1871. Puccinia hordei ingår i släktet Puccinia och familjen Pucciniaceae.   Inga underarter finns listade i Catalogue of Life.

## Bildgalleri

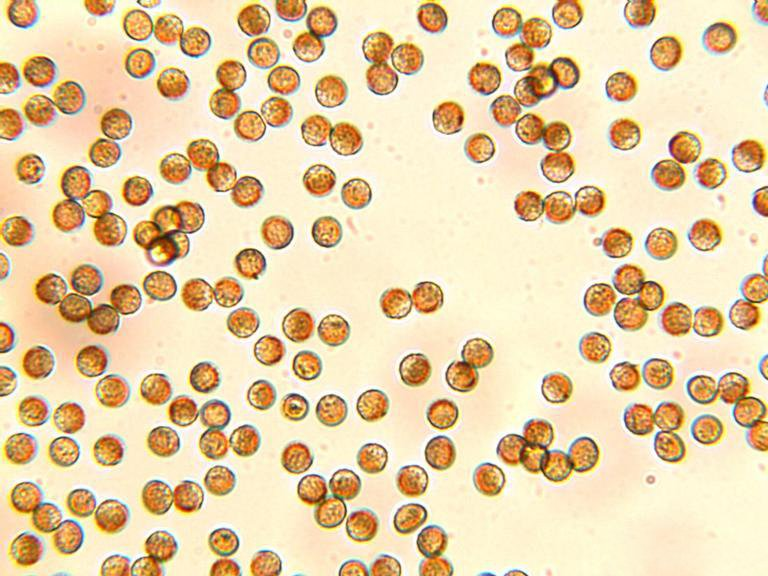
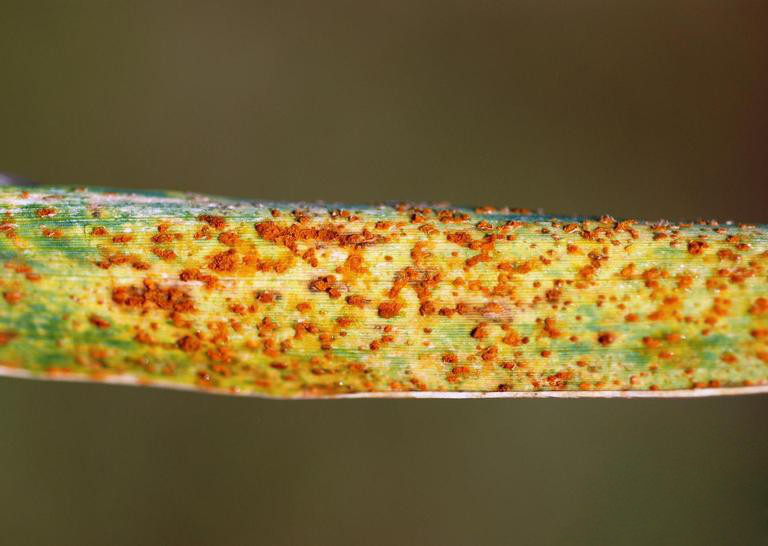